# One A.M.
One A.M. je bila 3. crno-bijela filmska komedija iz Mutual Film Corporationa u kojoj se pojavio Charlie Chaplin.

## Glume
- Charles Chaplin - pijanac
- Albert Austin - vozač taksija